# Lorenzo Malori
Lorenzo Malori, né en Italie le 27 août 1724 et mort à Comunello di Campora dans la municipalité de Neviano degli Arduini (Italie) le 16 mars 1830, est un centenaire italien qui fut doyen de l'humanité de la mort d'un centenaire inconnu le 2 janvier 1828 à sa mort, où lui succéda Marie-Louise Plante. Il fut la première personne connue à atteindre l'âge de 104 puis 105 ans,.